# 1990 a jogalkotásban
1990-ben az alábbi jogszabályokat alkották meg:

## Magyarország

### Törvények (104)
- 1990. évi I. törvény 	 a polgári törvénykönyv egyes rendelkezéseinek módosításáról
- 1990. évi II. törvény 	 az országgyűlési képviselők választásáról szóló 1989. évi XXXIV. törvény módosításáról
- 1990. évi III. törvény 	 az egyes állami és pártfunkciót betöltött, illetőleg betöltő vezetők vagyonnyilatkozatáról
- 1990. évi IV. törvény 	 a lelkiismereti és vallásszabadságról, valamint az egyházakról
- 1990. évi V. törvény 	 az egyéni vállalkozásról
- 1990. évi VI. törvény 	 egyes értékpapírok nyilvános forgalomba hozataláról és forgalmazásáról, valamint az értékpapírtőzsdéről
- 1990. évi VII. törvény 	 az Állami Vagyonügynökségről és a hozzá tartozó vagyon kezeléséről és hasznosításáról
- 1990. évi VIII. törvény 	 az állam vállalatokra bízott vagyonának védelméről
- 1990. évi IX. törvény 	 a földről szóló 1987. évi I. törvény és a termelőszövetkezetekről szóló 1967. évi III. törvény egyes rendelkezéseinek módosításáról
- 1990. évi X. törvény 	 a különleges titkosszolgálati eszközök és módszerek engedélyezésének átmeneti szabályozásáról
- 1990. évi XI. törvény 	 a sajtóról szóló 1986. évi II. törvény módosításáról
- 1990. évi XII. törvény 	 a Kossuth-díjról és a Széchenyi-díjról
- 1990. évi XIII. törvény 	 a Büntető Törvénykönyv módosításáról
- 1990. évi XIV. törvény 	 az alkoholisták bíróság által elrendelt intézeti gyógykezelésének megszüntetéséről
- 1990. évi XV. törvény 	 a családjogi törvény módosításáról
- 1990. évi XVI. törvény 	 a Magyar Köztársaság Alkotmányának módosításáról
- 1990. évi XVII. törvény 	 a Magyar Köztársaságban élő nemzeti és nyelvi kisebbségek országgyűlési képviseletéről
- 1990. évi XVIII. törvény 	 a gazdálkodó szervezetek és gazdasági társaságok átalakulásáról szóló 1989. évi XIII. törvény módosításáról
- 1990. évi XIX. törvény 	 az általános forgalmi adóról szóló 1989. évi XL. törvény módosításáról
- 1990. évi XX. törvény 	 a magánszemélyek jövedelemadójáról szóló 1989. évi XLV. törvény módosításáról
- 1990. évi XXI. törvény 	 a honvédelemről szóló 1976. évi I. törvény módosításáról
- 1990. évi XXII. törvény 	 egyes törvények és törvényerejű rendeletek hatályon kívül helyezéséről és módosításáról
- 1990. évi XXIII. törvény 	 az oktatásról szóló 1985. évi I. törvény módosításáról
- 1990. évi XXIV. törvény 	 a Magyar Köztársaság 1990. évi állami költségvetéséről szóló 1989. évi L. törvény módosítására
- 1990. évi XXV. törvény 	 a családi pótlékról és a családok támogatásáról
- 1990. évi XXVI. törvény 	 az 1945 és 1963 közötti törvénysértő elítélések semmissé nyilvánításáról
- 1990. évi XXVII. törvény 	 a magyar állampolgárságtól megfosztó határozatok hatályának megszűnéséről
- 1990. évi XXVIII. törvény 	 az 1956. októberi forradalom és szabadságharc jelentőségének törvénybe iktatásáról [1]
- 1990. évi XXIX. törvény 	 a Magyar Köztársaság Alkotmányának módosításáról
- 1990. évi XXX. törvény 	 a Magyar Köztársaság minisztériumainak felsorolásáról
- 1990. évi XXXI. törvény 	 a jogalkotásról szóló 1987. évi XI. törvény módosításáról
- 1990. évi XXXII. törvény 	 a magyar állampolgárságtól megfosztó határozatok hatályának megszűnéséről szóló 1990. évi XXVII. törvény módosításáról
- 1990. évi XXXIII. törvény 	 az államtitkárok jogállásának átmeneti szabályozásáról
- 1990. évi XXXIV. törvény 	 a tanácsok megbízatásának meghosszabbításáról
- 1990. évi XXXV. törvény 	 a felszámolási eljárásról szóló 1986. évi 11. törvényerejű rendelet kiegészítéséről
- 1990. évi XXXVI. törvény 	 a Magyar Köztársaságban élő nemzeti és nyelvi kisebbségek országgyűlési képviseletéről szóló 1990. évi XVII. törvény módosításáról
- 1990. évi XXXVII. törvény 	 a földről szóló 1987. évi I. törvény módosításáról, illetve kiegészítéséről
- 1990. évi XXXVIII. törvény 	 a földről szóló 1987. évi I. törvény és a termelőszövetkezetekről szóló 1967. évi III. törvény egyes rendelkezéseinek módosításáról
- 1990. évi XXXIX. törvény 	 a közkegyelem gyakorlásáról
- 1990. évi XL. törvény 	 a Magyar Köztársaság Alkotmányának módosításáról
- 1990. évi XLI. törvény 	 a földről szóló 1987. évi I. törvény módosításáról
- 1990. évi XLII. törvény 	 a bányászatról szóló 1960. évi III. törvény módosításáról
- 1990. évi XLIII. törvény 	 a lakáscélú állami kölcsönök utáni 1990. évi adófizetésről szóló 1989. évi XLIX. törvény hatályának rendezéséről [2]
- 1990. évi XLIV. törvény 	 a Magyar Köztársaság Alkotmányának módosításáról [2]
- 1990. évi XLV. törvény 	 az országgyűlési képviselők választásáról szóló 1989. évi XXXIV. törvény módosításáról [2]
- 1990. évi XLVI. törvény 	 a népszavazásról és a népi kezdeményezésről szóló 1989. évi XVII. törvény módosításáról és kiegészítéséről
- 1990. évi XLVII. törvény 	 a Központi Műszaki Fejlesztési Alapról szóló 1988. évi XI. törvény módosításáról
- 1990. évi XLVIII. törvény 	 a fogyasztási adóról és a fogyasztói árkiegészítésről szóló 1989. évi LI. törvény módosításáról
- 1990. évi XLIX. törvény 	 a vállalkozási nyereségadóról szóló 1988. évi IX. törvény módosításáról
- 1990. évi L. törvény 	 az állami vagyon utáni részesedésről szóló 1989. évi XLIII. törvény módosításáról
- 1990. évi LI. törvény 	 az állam- és közbiztonságról szóló 1974. évi 17. törvényerejű rendelet módosításáról
- 1990. évi LII. törvény 	 az 1989. évi állami költségvetés végrehajtásáról
- 1990. évi LIII. törvény 	 az Állami Vagyonügynökségről és a hozzá tartozó vagyon kezeléséről és hasznosításáról szóló 1990. évi VII. törvény módosításáról
- 1990. évi LIV. törvény 	 a Magyar Köztársaság Alkotmányának módosításáról
- 1990. évi LV. törvény 	 az országgyűlési képviselők jogállásáról
- 1990. évi LVI. törvény 	 az országgyűlési képviselők tiszteletdíjáról, költségtérítéséről és kedvezményeiről
- 1990. évi LVII. törvény 	 a közszolgálati tájékoztatási eszközök (Magyar Rádió, Magyar Televízió, Magyar Távirati Iroda) vezetőinek kinevezési rendjéről
- 1990. évi LVIII. törvény 	 a magánszemélyek jövedelemadójáról szóló 1989. évi XLV. törvény módosításáról
- 1990. évi LIX. törvény 	 a kínzás és más kegyetlen, embertelen vagy megalázó büntetések vagy bánásmódok elleni nemzetközi egyezmény kihirdetéséről szóló 1988. évi 3. törvényerejű rendelet módosításáról
- 1990. évi LX. törvény 	 a Társadalombiztosítási Alap 1990. évi költségvetéséről szóló 1989. évi XLVIII. törvény módosításáról
- 1990. évi LXI. törvény 	 a családi pótlékról szóló 1990. évi XXV. törvény módosításáról
- 1990. évi LXII. törvény 	 a pártok működéséről és gazdálkodásáról szóló 1989. évi XXXIII. törvény módosításáról
- 1990. évi LXIII. törvény 	 a Magyar Köztársaság Alkotmányának módosításáról [3]
- 1990. évi LXIV. törvény 	 a helyi önkormányzati képviselők és polgármesterek választásáról [3]
- 1990. évi LXV. törvény 	 a helyi önkormányzatokról [4]
- 1990. évi LXVI. törvény 	 a bírósági népi ülnökök megbízatásának meghosszabbításáról
- 1990. évi LXVII. törvény 	 a polgármesteri tisztség ellátásának egyes kérdéseiről
- 1990. évi LXVIII. törvény 	 a kormányzati munkamegosztás megváltozásával összefüggésben egyes törvények módosításáról
- 1990. évi LXIX. törvény 	 a polgármesteri tisztség ellátásának egyes kérdéseiről szóló 1990. évi LXVII. törvény módosításáról
- 1990. évi LXX. törvény 	 a társadalmi szervezetek kezelői jogának megszüntetéséről
- 1990. évi LXXI. törvény 	 az állami vállalatokra vonatkozó egyes jogszabályok módosításáról
- 1990. évi LXXII. törvény 	 a gazdálkodó szervezetek és a gazdasági társaságok átalakulásáról szóló 1989. évi XIII. törvény módosításáról
- 1990. évi LXXIII. törvény 	 az elmúlt rendszerhez kötődő egyes társadalmi szervezetek vagyonelszámoltatásáról
- 1990. évi LXXIV. törvény 	 a kiskereskedelmi, a vendéglátóipari és fogyasztási szolgáltató tevékenységet végző állami vállalatok vagyonának privatizálásáról (értékesítéséről, hasznosításáról)
- 1990. évi LXXV. törvény 	 a társadalombiztosításról szóló 1975. évi II. törvény módosításáról
- 1990. évi LXXVI. törvény 	 a Társadalombiztosítási Alap 1990. évi költségvetéséről szóló 1989. évi XLVIII. törvény módosításáról
- 1990. évi LXXVII. törvény 	 a Társadalombiztosítási Alap 1990. évi költségvetéséről szóló 1989. évi XLVIII. törvény módosításáról szóló 1990. évi LXXVI. törvény módosításáról
- 1990. évi LXXVIII. törvény 	 a honvédelemről szóló 1976. évi I. törvény módosításáról
- 1990. évi LXXIX. törvény 	 az elmúlt rendszerhez kötődő egyes társadalmi szervezetek vagyonelszámoltatásáról szóló 1990. évi LXXIII. törvény módosításáról
- 1990. évi LXXX. törvény 	 helyi bíróságok létesítéséről
- 1990. évi LXXXI. törvény 	 a Társadalombiztosítási Alap 1989. évi költségvetésének a végrehajtásáról
- 1990. évi LXXXII. törvény 	 a fegyveres erők és a fegyveres testületek hivatásos állományának szolgálati viszonyáról szóló 1971. évi 10. törvényerejű rendelet módosításáról
- 1990. évi LXXXIII. törvény 	 a helyi önkormányzatok megalakulásával összefüggő kiegészítő és átmeneti szabályokról
- 1990. évi LXXXIV. törvény 	 a társadalombiztosításról szóló 1975. évi II. törvény módosításáról
- 1990. évi LXXXV. törvény 	 a bíróságokról szóló 1972. évi IV. törvény és a Polgári perrendtartásról szóló 1952. évi III. törvény módosításáról
- 1990. évi LXXXVI. törvény 	 a tisztességtelen piaci magatartás tilalmáról
- 1990. évi LXXXVII. törvény 	 az árak megállapításáról
- 1990. évi LXXXVIII. törvény 	 a bírák, az ügyészek, a bírósági és az ügyészségi dolgozók előmeneteléről és javadalmazásáról
- 1990. évi LXXXIX. törvény 	 az egyes törvények és törvényerejű rendeletek hatályon kívül helyezéséről és módosításáról szóló 1990. évi XXII. törvény módosításáról
- 1990. évi XC. törvény 	 a köztársasági megbízott jogállásáról, hivataláról és egyes feladatairól [5]
- 1990. évi XCI. törvény 	 az adózás rendjéről
- 1990. évi XCII. törvény 	 a családi pótlékról szóló 1990. évi XXV. törvény módosításáról
- 1990. évi XCIII. törvény 	 az illetékekről
- 1990. évi XCIV. törvény 	 az általános forgalmi adóról szóló 1989. évi XL. törvény módosításáról
- 1990. évi XCV. törvény 	 a Magyar Köztársaság és a Luxemburgi Nagyhercegség között a kettős adóztatás elkerülésére a jövedelem- és vagyonadók területén Budapesten, 1990. évi január hó 15. napján aláírt egyezmény kihirdetéséről
- 1990. évi XCVI. törvény 	 a Társadalombiztosítási Alap 1991. évi költségvetéséről szóló törvény elfogadásáig szükséges egyes intézkedésekről
- 1990. évi XCVII. törvény 	 a társadalombiztosításról szóló 1975. évi II. törvény módosításáról
- 1990. évi XCVIII. törvény 	 a külföldiek magyarországi befektetéseiről szóló 1988. évi XXIV. törvény módosításáról
- 1990. évi XCIX. törvény 	 a vállalkozási nyereségadóról és az állami vagyon utáni részesedésről szóló törvények módosításáról
- 1990. évi C. törvény 	 a helyi adókról
- 1990. évi CI. törvény 	 a központi műszaki fejlesztési alapról szóló 1988. évi XI. törvény módosításáról
- 1990. évi CII. törvény 	 a magánszemélyek jövedelemadójáról szóló törvény módosításáról
- 1990. évi CIII. törvény 	 a szakképzési hozzájárulásról és a Szakképzési Alapról szóló 1988. évi XXIII. törvény módosításáról [6]
- 1990. évi CIV. törvény 	 a Magyar Köztársaság 1991. évi állami költségvetéséről és az államháztartás vitelének 1991. évi szabályairól

### Országgyűlési határozatok (93)
- 1/1990. (II. 14.) OGY határozat az 1989. évi állami költségvetés hiányának átmeneti finanszírozásáról
- 2/1990. (II. 14.) OGY határozat az állam és az egyházak közötti megállapodások felülvizsgálatáról
- 3/1990. (II. 14.) OGY határozat az Országos Választási Bizottság egyes választott tagjainak lemondásáról, megválasztásáról, valamint felmentéséről
- 4/1990. (II. 14.) OGY határozat a tulajdonviszonyok átfogó rendezésére
- 5/1990. (II. 14.) OGY határozat az átmeneti vagyonpolitikai irányelvek benyújtásáról
- 6/1990. (II. 14.) OGY határozat az Állami Vagyonügynökség ügyvezető igazgatója megválasztására jelölő bizottság létrehozásáról
- 7/1990. (II. 14.) OGY határozat a belső biztonsági szolgálat tevékenységét vizsgáló bizottság felállításáról
- 8/1990. (II. 14.) OGY határozat a Magyar Köztársaság katonapolitikai érdekeinek képviseletéről, a szovjet csapatok hazánkból történő kivonásával kapcsolatosan
- 9/1990. (II. 14.) OGY határozat az Állami Számvevőszék létszámáról és éves költségvetéséről
- 10/1990. (II. 14.) OGY határozat érdekképviseleti törvény megalkotására
- 11/1990. (II. 14.) OGY határozat a Nagykanizsai Sörgyár államigazgatási felügyelet alatt álló vállalattá minősítéséről
- 12/1990. (II. 14.) OGY határozat az egyes állami és pártfunkciót betöltött, illetőleg betöltő vezetők vagyonnyilatkozatát értékelő országgyűlési bizottság felállításáról
- 13/1990. (II. 14.) OGY határozat az Országos Választási Bizottság választott tagjának megválasztásáról
- 14/1990. (II. 14.) OGY határozat az országgyűlési képviselőjelöltek költségvetési támogatásáról
- 15/1990. (II. 14.) OGY határozat a Bécs-Budapest Világkiállítás előkészítő munkáit ellenőrző ideiglenes bizottság elnökének megválasztásáról és tagjainak kiegészítéséről
- 16/1990. (II. 14.) OGY határozat a jövedelemadózás módosítására irányuló népi kezdeményezésről
- 17/1990. (III. 12.) OGY határozat a Társadalombiztosítási Bizottság által benyújtott törvényjavaslatról
- 18/1990. (III. 12.) OGY határozat a Varsói Szerződés Politikai Tanácskozó Testületbe meghatalmazott kijelölésére
- 19/1990. (III. 12.) OGY határozat az Állami Vagyonügynökség 1990. évi ideiglenes költségvetéséről és működési feltételeit biztosító elhelyezéséről
- 20/1990. (III. 12.) OGY határozat az 1990. évi ideiglenes Vagyonpolitikai Irányelvekről
- 21/1990. (III. 12.) OGY határozat az Állami Számvevőszéknek az MSZP (mint az MSZMP jogutódja) bejegyzési kérelmével egyidejűleg a bírósághoz benyújtott vagyonmérlege vizsgálatáról
- 22/1990. (III. 12.) OGY határozat az Állami Vagyonügynökség ügyvezető igazgatójának megválasztásáról és illetményének megállapításáról
- 23/1990. (III. 12.) OGY határozat a pornográfia és szennyirodalom nyilvános terjesztésének tiltására irányuló népi kezdeményezésről
- 24/1990. (III. 12.) OGY határozat egyes társadalombiztosítási ellátások emeléséről
- 25/1990. (III. 13.) OGY határozat az Országos Választási Bizottság választott tagjának megválasztásáról
- 26/1990. (III. 13.) OGY határozat a legfőbb ügyész felmentéséről
- 27/1990. (III. 13.) OGY határozat a Legfelsőbb Bíróság elnökének felmentéséről
- 28/1990. (III. 13.) OGY határozat Bokor Imre: „Kiskirályok mundérban” című könyvében foglaltakról
- 29/1990. (III. 13.) OGY határozat a Belügyminisztérium belső biztonsági szolgálatának tevékenységéről
- 30/1990. (III. 21.) OGY határozat az egyetemekről
- 31/1990. (III. 25.) OGY határozat az Országgyűlés Házszabályainak módosításáról és egységes szövegéről szóló 8/1989. (VI. 8.) OGY határozat módosításáról
- 32/1990. (III. 27.) OGY határozat a társadalmi szervezetek 1990. évi költségvetési támogatásáról
- 33/1990. (III. 27.) OGY határozat a Legfelsőbb Bíróság elnöke és a legfőbb ügyész jogkörének átmeneti ellátásáról
- 34/1990. (III. 28.) OGY határozat az 1938-1945 közötti időszakban a faji vagy nemzetiségi hovatartozás vagy a nácizmus elleni magatartásuk miatt deportált vagy egyéb hátrányt szenvedett személyek sérelmeinek orvoslásáról
- 35/1990. (III. 28.) OGY határozat a magyarországi német kisebbség kollektív sérelmeinek orvoslásáról
- 36/1990. (III. 28.) OGY határozat a Szovjetunióba jóvátételi munkára elhurcolt, valamint a Szovjetunió bíróságai által elítélt és időközben bűncselekmény hiányában rehabilitált magyar állampolgárok sérelmeinek orvoslásáról
- 37/1990. (III. 28.) OGY határozat az 1945-1963 között személyes szabadságukban jogtalanul korlátozott személyek kárpótlásáról
- 38/1990. (IV. 12.) OGY határozat a pártok, társadalmi szervezetek és egyesületek 1990. évi devizaellátásáról
- 39/1990. (V. 10.) OGY határozat az Országgyűlés tisztségviselőinek megválasztásáról
- 40/1990. (V. 18.) OGY határozat az Országgyűlés megbízott elnökéről
- 42/1990. (V. 18.) OGY határozat az országgyűlési képviselők tiszteletdíjának, költségtérítésének és kedvezményeinek ideiglenes szabályairól
- 43/1990. (V. 24.) OGY határozat a miniszterelnök megválasztásáról
- 44/1990. (V. 24.) OGY határozat a Kulturális, oktatási, tudományos, sport, televízió- és sajtó bizottság tagjának megválasztásáról
- 45/1990. (V. 24.) OGY határozat vizsgáló bizottság felállításáról a nyomtatott és elektronikus sajtó privatizációs eljárásainak kivizsgálására
- 46/1990. (V. 24.) OGY határozat a szomszédos országokban élő magyar nemzeti kisebbségek helyzetéről
- 47/1990. (VI. 5.) OGY határozat a Varsói Szerződés Politikai Tanácskozó Testületbe meghatalmazott kijelöléséről szóló határozat módosításáról
- 48/1990. (VI. 18.) OGY határozat mentelmi jog fennállásának elbírálásáról
- 49/1990. (VI. 19.) OGY határozat az Országgyűlés jegyzőjének személyében történt változásról
- 50/1990. (VI. 26.) OGY határozat az országgyűlési bizottsági tagságra vonatkozó összeférhetetlenségről [7]
- 51/1990. (VI. 26.) OGY határozat országgyűlési bizottsági tagok választásáról
- 52/1990. (VI. 27.) OGY határozat a Legfelsőbb Bíróság elnökének megválasztásáról  [8]
- 53/1990. (VI. 27.) OGY határozat a legfőbb ügyész megválasztásáról
- 54/1990. (VII. 3.) OGY határozat a Magyar Köztársaság és a Varsói Szerződés viszonyáról [2]
- 55/1990. (VII. 5.) OGY határozat az Alkotmánybíróság öt tagjának megválasztásáról
- 56/1990. (VII. 11.) OGY határozat népszavazás elrendeléséről
- 57/1990. (VII. 27.) OGY határozat az 1990. évi köztársasági elnök közvetlen választására vonatkozó népszavazás előkészítésének és lebonyolításának pénzügyi szükségletei biztosításáról
- 58/1990. (VII. 27.) OGY határozat a nem pártként bejegyzett társadalmi szervezetek költségvetési támogatásának elosztásával kapcsolatos feladatokról
- 59/1990. (VII. 27.) OGY határozat a nem pártként bejegyzett társadalmi szervezetek költségvetési támogatása elosztásának előkészítésével foglalkozó ideiglenes bizottság tisztségviselőinek és tagjainak megválasztásáról
- 60/1990. (VII. 27.) OGY határozat az Országgyűlés egyes bizottságai tagjának felmentéséről és a megüresedett tagsági helyek betöltéséről
- 61/1990. (VII. 31.) OGY határozat az Alkotmánybíróság tagjának megválasztásáról
- 62/1990. (VIII. 8.) OGY határozat a frekvenciamoratóriumról
- 63/1990. (VIII. 8.) OGY határozat a népszavazás eredményéről
- 64/1990. (VIII. 8.) OGY határozat köztársasági elnök választásáról
- 66/1990. (VIII. 14.) OGY határozat a köztársasági megbízottak működési területét meghatározó régiókról
- 65/1990. (VIII. 8.) OGY határozat az Országgyűlés tisztségviselőinek megválasztásáról
- 67/1990. (VIII. 14.) OGY határozat a Magyar Köztársaság megyéiről, a megyék nevéről és székhelyéről [4]
- 68/1990. (VIII. 14.) OGY határozat az Interparlamentáris Unió Magyar Nemzeti Csoportjának megalakulásáról
- 69/1990. (IX. 14.) OGY határozat az Országgyűlés egyes bizottságai tagjának felmentéséről és a megüresedett tagsági helyek betöltéséről
- 70/1990. (IX. 14.) OGY határozat az 1990. évi önkormányzati választások előkészítésének és lebonyolításának pénzügyi szükségletei biztosításáról
- 71/1990. (IX. 25.) OGY határozat a nem pártként bejegyzett társadalmi szervezetek 1990. évi költségvetési támogatásáról
- 72/1990. (X. 26.) OGY határozat mentelmi jog fenntartásáról
- 73/1990. (X. 26.) OGY határozat mentelmi jog fenntartásáról
- 74/1990. (X. 26.) OGY határozat az Országgyűlés Házszabályainak módosításáról
- 75/1990. (X. 26.) OGY határozat az 1990. évi Ideiglenes Vagyonpolitikai Irányelvekről szóló 20/1990. (III. 12.) OGY határozat módosításáról
- 76/1990. (XI. 2.) OGY határozat az Európa Tanács Alapszabályához és az Európa Tanács kiváltságairól és mentességeiről szóló Általános Egyezményhez való csatlakozásról, valamint az Európai Emberi Jogi egyezmény aláírásáról
- 77/1990. (XI. 14.) OGY határozat országgyűlési bizottsági tagok felmentéséről és a megüresedett tagsági helyek betöltéséről
- 78/1990. (XI. 17.) OGY határozat az Európai Újjáépítési és Fejlesztési Bankban való tagság elfogadásáról és ezzel kapcsolatos más kérdésekről
- 79/1990. (XI. 28.) OGY határozat az országgyűlési bizottsági tagok felmentéséről, és a megüresedett tagsági helyek betöltéséről
- 80/1990. (XI. 28.) OGY határozat a Magyar Köztársaság és Ausztrália közötti kettős adóztatás elkerülését célzó egyezmény aláírásáról
- 81/1990. (XII. 7.) OGY határozat országgyűlési bizottsági tag felmentéséről és a megüresedett tagsági hely betöltéséről
- 82/1990. (XII. 7.) OGY határozategyes városok megyei jogú várossá nyilvánításáról
- 83/1990. (XII. 15.) OGY határozat országgyűlési bizottsági tagok felmentéséről és a megüresedett tagsági helyek betöltéséről [9]
- 84/1990. (XII. 15.) OGY határozat mentelmi jog fenntartásáról
- 85/1990. (XII. 15.) OGY határozat mentelmi jog fenntartásáról
- 86/1990. (XII. 15.) OGY határozat mentelmi jog fenntartásáról
- 87/1990. (XII. 28.) OGY határozat a Magyar Köztársaság és a Luxemburgi Nagyhercegség között a kettős adóztatás elkerülésére
- 88/1990. (XII. 29.) OGY határozat az Öböl-válsággal kapcsolatos honvédelmi kérdésekről országgyűlési bizottsági tag felmentéséről és a megüresedett tagsági hely betöltéséről
- 89/1990. (XII. 29.) OGY határozat a társadalmi szervezetek költségvetési támogatására szolgáló pénzeszközök elosztását előkészítő ideiglenes bizottság megalakításáról
- 90/1990. (XII. 29.) OGY határozat országgyűlési bizottsági tag felmentéséről és a megüresedett tagsági hely betöltéséről
- 91/1990. (XII. 29.) OGY határozat az Állami Számvevőszék szervezetének és működésének felülvizsgálatáról
- 92/1990. (XII. 29.) OGY határozat az 1990. évi Ideiglenes Vagyonpolitikai Irányelvekről szóló 20/1990. (III. 12.) OGY határozat módosításáról szóló 75/1990. (X. 26.) OGY határozat módosításáról
- 93/1990. (XII. 29.) OGY határozat országgyűlési bizottsági tag felmentéséről és a megüresedett tagsági hely betöltéséről

### Minisztertanácsi rendeletek

#### Január
- 1/1990. (I. 4.) MT rendelet A Magyar Televízió és a Magyar Rádió felügyeletéről szóló 116/1989. (XI. 22.) MT rendelet módosításáról [10]

#### Február
- 25/1990. (II. 13.) MT rendelet a közgyógyellátásról
- 2/1990. (II. 16.) IpM rendelet egyes ipari miniszteri rendeletek hatályon kívül helyezéséről

#### Március
- 55/1990. (III. 23.) MT rendelet a Magyar Köztársaság Kormánya és a Németországi Szövetségi Köztársaság Kormánya között Budapesten 1989. december 18-án aláírt „Munkavállalók foglalkoztatásáról szakmai és nyelvi ismereteik bővítése céljából (vendégmunkavállalói) Megállapodás” kihirdetéséről

#### Május
- 89/1990. (V. 1.) MT rendelet A társadalombiztosításról szóló 1975. évi II. törvény végrehajtásáról [11]
- 90/1990. (V. 2.) MT rendelet A nemzetbiztonsági feladatok ellátásának átmeneti szabályozásáról szóló 26/1990. (II. 14.) MT rendelet módosításáról [12]
- 91/1990. (V. 2.) MT rendelet A Magyar Rádióról és a Magyar Televízióról szóló, az 1063/1983. (XII. 29.) MT határozattal módosított 1047/1974. (IX. 18.) MT határozat módosításáról
- 92/1990. (V. 10.) MT rendelet A  Magyar Televízió és a Magyar Rádió felügyeletéről szóló 116/Í989. (XI. 22.) MT rendeiet és az ezt módosító 1/1990. (I. 4.) MT rendelet hatályon kívül helyezéséről [13]
- 93/1990. (V. 14.) MT rendelet Az építéstervezési jogosultságról szóló 8/1986. (III. 20.) MT rendelet módosításáról [14]

#### Június
- 101/1990. (VI. 26.) MT rendelet A gyógyszerek fogyasztói árának társadalombiztosítási támogatásának egyes kérdéseiről [7]

#### Július
- 102/1990. (VII. 3.) MT rendelet Az állami népességnyilvántatartásról szóló 1986. évi 10. törvényerejű rendelet végrehajtásáról rendelkező 25/1986. (VII. 8.) MT rendet módosításáról [2]

### Kormányrendeletek

#### Július
- 1/1990. (VII. 3.) Korm. rendelet 	 a Magyar Köztársaság Kormánya és a Németországi Szövetségi Köztársaság Kormánya között az 1990. évi március hó 24. napján jegyzékváltás útján megkötött, a vízumkényszer megszüntetéséről szóló megállapodás kihirdetéséről [2]
- 2/1990. (VII. 5.) Korm. rendelet 	 a Miniszterelnöki Hivatalról
- 3/1990. (VII. 10.) Korm. rendelet 	 a Magyar Köztársaság Kormánya és San Marinó Köztársaság Kormánya között San Marinóban, 1990. február hó 26. napján aláírt egyezmény kihirdetéséről
- 4/1990. (VII. 11.) Korm. rendelet 	 a rendőrségről szóló 39/1974. (XI. 1.) MT rendelet módosításáról
- 5/1990. (VII. 11.) Korm. rendelet 	 az egyes pénzintézetek anyagi érdekeltségi rendszerének egyes kérdéseiről szóló – az 58/1990. (III. 23.) MT rendelettel módosított – 52/1989. (VI. 5.) MT rendelet kiegészítéséről
- 6/1990. (VII. 13.) Korm. rendelet 	 a fogyasztási adó és a fogyasztói árkiegészítés kulcsairól, tételeiről szóló 151/1989. (XII. 28.) MT rendelet módosításáról
- 7/1990. (VII. 17.) Korm. rendelet 	 egyes munkaügyi rendelkezések módosításáról
- 8/1990. (VII. 17.) Korm. rendelet 	 az újrakezdők, pályakezdők vállalkozói kölcsönével kapcsolatos igazolások kiadásának felfüggesztéséről
- 9/1990. (VII. 18.) Korm. rendelet 	 az 1995. évi Budapest-Bécs Világkiállítás magyar kormánybiztosának feladatáról és hatásköréről szóló 82/1990. (IV. 27.) MT rendelet módosításáról
- 10/1990. (VII. 24.) Korm. rendelet 	 a Ford Motor Company magyarországi székhelyű vállalata ("Ford Vállalkozás") adókedvezményének megállapításáról
- 11/1990. (VII. 24.) Korm. rendelet 	 a belföldiek utazási valutaellátásáról szóló 115/1989. (XI. 19.) MT rendelet módosításáról
- 12/1990. (VII. 24.) Korm. rendelet 	 a Magyar Népköztársaság és az Osztrák Köztársaság között Budapesten, 1988. évi május hó 26. napján aláírt, a beruházások elősegítéséről és védelméről szóló Megállapodás kihirdetéséről
- 13/1990. (VII. 25.) Korm. rendelet 	 a Magyar Köztársaság Kormánya és a Thaiföldi Királyság Kormánya között a jövedelemadók területén a kettős adóztatás elkerüléséről és az adóztatás kijátszásának megakadályozásáról szóló egyezmény kihirdetéséről
- 14/1990. (VII. 27.) Korm. rendelet 	 az 1990. évi gázolaj áremelés ellentételezéséről
- 15/1990. (VII. 27.) Korm. rendelet 	 az egyes személyes szabadságot korlátozó intézkedések hatálya alatt állt személyek társadalombiztosítási és munkajogi helyzetének rendezéséről szóló 65/1990. (III. 28.) MT rendelet módosításáról
- 16/1990. (VII. 27.) Korm. rendelet 	 a Központi Földtani Hivatal hatásköréről, szervezetéről és működéséről szóló 1013/1964. (V. 4.) Korm. határozat módosításáról
- 17/1990. (VII. 27.) Korm. rendelet 	 a mezőgazdasági tevékenység egyes adózási és támogatási kérdéseiről szóló 39/1987. (X. 12.) MT rendelet módosításáról
- 18/1990. (VII. 27.) Korm. rendelet 	 a Kárpótlási Hivatalról

#### Augusztus
- 19/1990. (VIII. 3.) Korm. rendelet 	 egyes nyugellátások és nyugdíjszerű rendszeres szociális ellátások emeléséről, a házastársi pótlék és a gyermekgondozási segélyre jogosultak jövedelempótlékának kiegészítéséről
- 20/1990. (VIII. 3.) Korm. rendelet 	 az állami vállalatokról szóló 1977. évi VI. törvény végrehajtásáról rendelkező 33/1984. (X. 31.) MT rendelet módosításáról
- 21/1990. (VIII. 6.) Korm. rendelet 	 a Magyar Népköztársaság Kormánya és a Németországi Szövetségi Köztársaság Kormánya között Budapesten, az 1989. évi június hó 9. napján aláírt, a Magyar Népköztársaság Kulturális és Tájékoztatási Központjának a Németországi Szövetségi Köztársaságban történő felállításáról szóló Megállapodás kihirdetéséről
- 22/1990. (VIII. 8.) Korm. rendelet 	 egyes kormányrendeletek és határozatok hatályon kívül helyezéséről
- 23/1990. (VIII. 13.) Korm. rendelet 	 a Budapesten 1989. július 12. napján aláírt magyar-amerikai légi közlekedési egyezmény kihirdetéséről
- 24/1990. (VIII. 13.) Korm. rendelet 	 az állami vállalatok felügyelő bizottságáról
- 25/1990. (VIII. 13.) Korm. rendelet 	 a honvédelemről szóló 1976. évi I. törvény végrehajtására kiadott 6/1976. (III. 31.) MT rendelet módosításáról
- 26/1990. (VIII. 13.) Korm. rendelet 	 a bányászatról szóló 1960. évi III. törvény végrehajtásáról rendelkező 9/1961. (III. 30.) Korm. rendelet módosításáról
- 27/1990. (VIII. 13.) Korm. rendelet 	 a Magyar Rádióról és a Magyar Televízióról szóló, a 91/1990. (V. 2.) MT rendelettel és az 1063/1983. (XII. 29.) MT határozattal módosított 1047/1974. (IX. 18.) MT határozat módosításáról
- 28/1990. (VIII. 13.) Korm. rendelet 	 a Magyar Távirati Irodáról szóló 1037/1986. (VI. 26.) MT határozat módosításáról [15]
- 29/1990. (VIII. 17.) Korm. rendelet 	 a fogyasztási adó és a fogyasztói árkiegészítés kulcsairól, tételeiről szóló 151/1989. (XII. 28.) MT rendelet módosításáról
- 30/1990. (VIII. 21.) Korm. rendelet 	 a Magyar Népköztársaság Kormánya és az Olasz Köztársaság Kormánya között a beruházások elősegítéséről és védelméről szóló Megállapodás és a hozzá csatlakozó Jegyzőkönyv kihirdetéséről
- 31/1990. (VIII. 21.) Korm. rendelet 	 a társadalombiztosításról szóló 1975. évi II. törvény végrehajtásáról rendelkező 89/1990. (V. 1.) MT rendelet módosításáról
- 32/1990. (VIII. 21.) Korm. rendelet 	 egyes orvosok munkaviszonyával kapcsolatos kérdésekről
- 33/1990. (VIII. 30.) Korm. rendelet 	 a Magyar Köztársaság Kormánya és a Ciprusi Köztársaság Kormánya között a beruházások kölcsönös ösztönzéséről és védelméről szóló megállapodás kihirdetéséről [16]
- 34/1990. (VIII. 30.) Korm. rendelet 	 Nemzeti és Etnikai Kisebbségi Hivatalról

#### Szeptember
- 35/1990. (IX. 12.) Korm. rendelet 	 a vállalkozási nyereségadó- és általános forgalmi adó kedvezménnyel érintett települési körről szóló 64/1990. (III. 27.) MT rendelet módosításáról
- 36/1990. (IX. 12.) Korm. rendelet 	 a nem állami felsőoktatási intézmények létesítésének alapvető feltételeiről
- 37/1990. (IX. 12.) Korm. rendelet 	 a szovjet csapatok kivonulása során felszabaduló ingatlanok jogi helyzetével összefüggő egyes kérdésekről
- 38/1990. (IX. 14.) Korm. rendelet 	 a nemzetbiztonsági feladatok ellátásának átmeneti szabályozásáról szóló 26/1990. (II. 14.) MT rendelet módosításáról
- 39/1990. (IX. 15.) Korm. rendelet 	 a belügyminiszter feladat- és hatásköréről
- 40/1990. (IX. 15.) Korm. rendelet 	 a földművelésügyi miniszter feladat- és hatásköréről
- 41/1990. (IX. 15.) Korm. rendelet 	 az igazságügyminiszter feladat- és hatásköréről
- 42/1990. (IX. 15.) Korm. rendelet 	 az ipari és kereskedelmi miniszter feladat- és hatásköréről
- 43/1990. (IX. 15.) Korm. rendelet 	 a környezetvédelmi és területfejlesztési miniszter feladat- és hatásköréről
- 44/1990. (IX. 15.) Korm. rendelet 	 a közlekedési, hírközlési és vízügyi miniszter feladat- és hatásköréről
- 45/1990. (IX. 15.) Korm. rendelet 	 a külügyminiszter feladat- és hatásköréről
- 46/1990. (IX. 15.) Korm. rendelet 	 a munkaügyi miniszter feladat- és hatásköréről
- 47/1990. (IX. 15.) Korm. rendelet 	 a művelődési és közoktatási miniszter feladat- és hatásköréről
- 48/1990. (IX. 15.) Korm. rendelet 	 a nemzetközi gazdasági kapcsolatok minisztere feladat- és hatásköréről
- 49/1990. (IX. 15.) Korm. rendelet 	 a népjóléti miniszter feladat- és hatásköréről
- 50/1990. (IX. 15.) Korm. rendelet 	 a pénzügyminiszter feladat- és hatásköréről
- 51/1990. (IX. 15.) Korm. rendelet 	 a tárca nélküli miniszterek feladatairól
- 52/1990. (IX. 15.) Korm. rendelet 	 a vízügyről szóló 1964. évi IV. törvény végrehajtásáról rendelkező 32/1964. (XII. 13.) Korm. rendelet módosításáról
- 53/1990. (IX. 15.) Korm. rendelet 	 a helyi önkormányzati választásokon jelölteket állító kisebbségi szervezetek költségvetési támogatásáról
- 54/1990. (IX. 18.) Korm. rendelet 	 egyes kormányrendeletek módosításáról
- 55/1990. (IX. 19.) Korm. rendelet 	 a Magyar Köztársaság Kormánya és az Amerikai Egyesült Államok Kormánya között, az Egyesült Államok Békeszolgálatának magyarországi működéséről szóló Megállapodás kihirdetéséről
- 56/1990. (IX. 20.) Korm. rendelet 	 a Magyar Népköztársaság Kormánya és a Németországi Szövetségi Köztársaság Kormánya között Budapesten 1989. január 3. napján aláírt a Magyar Népköztársaságban székhellyel bíró vállalatok magyar munkavállalóinak vállalkozási szerződés alapján foglalkoztatási célból történő kiküldetéséről szóló megállapodást kihirdető 14/1989. (II. 17.) MT rendelet módosításáról
- 57/1990. (IX. 20.) Korm. rendelet 	 a bíróság által felülvizsgálható államigazgatási határozatokról szóló 63/1981. (XII. 5.) MT rendelet módosításáról
- 58/1990. (IX. 25.) Korm. rendelet 	 a Magyar Köztársaság Kormánya és a Francia Köztársaság Kormánya között a rövid időtartamú tartózkodásokra vonatkozó vízumkötelezettség megszüntetéséről és az 1990. évi július hó 4. napján létrejött megállapodás kihirdetéséről [17]
- 59/1990. (IX. 25.) Korm. rendelet 	 a Szénbányászati Szerkezetátalakítási Központról
- 60/1990. (IX. 29.) Korm. rendelet 	 a külkereskedelmi áruforgalommal és a különleges természeti tényezőkkel kapcsolatos árkülönbözetek befizetésének és igénylésének rendjéről szóló 109/1988. (XII. 27.) MT rendelet módosításáról

#### Október
- 61/1990. (X. 1.) Korm. rendelet 	 az egyes nemzetközileg ellenőrzött termékek és technológiák forgalmának engedélyezéséről [18]
- 62/1990. (X. 4.) Korm. rendelet 	 az Útalapról szóló 61/1989. (VI. 27.) MT rendelet módosításáról [19]
- 63/1990. (X. 4.) Korm. rendelet 	 a megyei (fővárosi) vagyonátadó bizottságokról
- 64/1990. (X. 9.) Korm. rendelet 	 a háztartási tüzelőolaj forgalmazásáról [20]
- 65/1990. (X. 9.) Korm. rendelet 	 a gázenergia felhasználásának engedélyezéséről
- 66/1990. (X. 9.) Korm. rendelet 	 a jegyzők alkalmazásával összefüggő átmeneti szabályokról [20]
- 67/1990. (X. 12.) Korm. rendelet 	 a Magyar Köztársaság Kormánya és a Dán Királyság Kormánya között a vízumkényszer megszüntetésére vonatkozó megállapodás kihirdetéséről [21]
- 68/1990. (X. 17.) Korm. rendelet 	 a mozgáskorlátozott személyek vámmentes személygépkocsi behozatalára való jogosultságának igazolásáról
- 69/1990. (X. 17.) Korm. rendelet 	 a lakbér megfizetésének támogatásáról szóló 19/1990. (I. 31.) MT rendelet módosításáról
- 70/1990. (X. 17.) Korm. rendelet 	 az anyagi érdekeltségi rendszer egyes kérdéseiről szóló 84/1988. (XII. 15.) MT rendelet módosításáról
- 71/1990. (X. 17.) Korm. rendelet 	 a mezőgazdasági tevékenység egyes adózási és támogatási kérdéseiről szóló 39/1987. (X. 12.) MT rendelet kiegészítéséről
- 72/1990. (X. 26.) Korm. rendelet 	 az útalapról szóló 61/1989. (VI. 27.) MT rendelet módosításáról
- 73/1990. (X. 26.) Korm. rendelet 	 a 85/1990. (IV. 29.) MT rendelet módosításáról
- 74/1990. (X. 30.) Korm. rendelet 	 a fogyasztási adó és a fogyasztói árkiegészítés kulcsairól, tételeiről szóló 151/1989. (XII. 28.) Korm. rendelet módosításáról
- 75/1990. (X. 30.) Korm. rendelet 	 az 1990. évi gázolaj áremelés ellentételezéséről szóló 14/1990. (VII. 27.) Korm. rendelet hatályon kívül helyezéséről
- 76/1990. (X. 30.) Korm. rendelet 	 az útalapról szóló 61/1989. (VI. 27.) MT rendelet módosításáról

#### November
- 77/1990. (XI. 1.) Korm. rendelet 	 a társadalombiztosításról szóló 1975. évi II. törvény végrehajtása tárgyában kiadott 89/1990. (V. 1.) MT rendelet módosításáról
- 78/1990. (XI. 1.) Korm. rendelet 	 az Országos Kisvállalkozás-fejlesztési Iroda hatásköréről, szervezetéről és működéséről
- 79/1990. (XI. 1.) Korm. rendelet 	 a különleges helyzetből, természeti, termelési, kereskedelmi körülményből származó jövedelmek befizetésének rendjéről szóló 111/1988. (XII. 31.) MT rendelet módosításáról
- 80/1990. (XI. 1.) Korm. rendelet 	 a fogyasztási adó és a fogyasztói árkiegészítés kulcsairól, tételeiről szóló 151/1989. (XII. 28.) MT rendelet módosításáról
- 81/1990. (XI. 8.) Korm. rendelet 	 egyes nyugellátások és nyugdíjszerű rendszeres szociális ellátások 1990. évi egyszeri kiegészítéséről
- 82/1990. (XI. 13.) Korm. rendelet 	 az oktatásról szóló 1985. évi I. törvény végrehajtásáról rendelkező 41/1985. (X. 5.) MT rendelet módosításáról
- 83/1990. (XI. 13.) Korm. rendelet 	 egyes környezetvédelmi jogszabályok módosításáról
- 84/1990. (XI. 13.) Korm. rendelet 	 a köztársasági megbízottak képesítési feltételeiről
- 85/1990. (XI. 13.) Korm. rendelet 	 a 12 hónapnál hosszabb ideig sorkatonai szolgálatot teljesítő hadkötelesek jövedelempótló segélyéről
- 86/1990. (XI. 14.) Korm. rendelet 	 a gazdálkodó szervezetek egymás közötti viszonyában a késedelmi kamat mértékéről
- 87/1990. (XI. 14.) Korm. rendelet 	 a pénz- és hitelpolitikai irányelvek végrehajtásáról szóló 12/1989. (XII. 30.) MNB rendelkezés módosításáról
- 88/1990. (XI. 14.) Korm. rendelet 	 a 10/1989. (XII. 30.) MNB rendelkezés és a 11/1989. (XII. 30.) MNB rendelkezés módosításáról
- 89/1990. (XI. 14.) Korm. rendelet 	 az üzemanyag és energia áremelés 1990. évi ellentételezéséről
- 90/1990. (XI. 17.) Korm. rendelet 	 a bíróság által felülvizsgálható államigazgatási határozatokról szóló 63/1981. (XII. 5.) MT rendelet módosításáról
- 91/1990. (XI. 21.) Korm. rendelet 	 a magyar-izraeli légiközlekedési egyezmény kihirdetéséről
- 92/1990. (XI. 21.) Korm. rendelet 	 az 1990. évi kistermelői szőlő- és mustfelvásárlás támogatásáról
- 93/1990. (XI. 21.) Korm. rendelet 	 az 1945 és 1963 között törvénysértő módon elítéltek, az 1956-os forradalommal és szabadságharccal összefüggésben elítéltek, valamint a korábbi nyugdíjcsökkentés megszüntetéséről, továbbá az egyes személyes szabadságot korlátozó intézkedések hatálya alatt állt személyek társadalombiztosítási és munkajogi helyzetének rendezéséről
- 94/1990. (XI. 22.) Korm. rendelet 	 a magyarországi kőolaj- és gázipar, valamint kereskedelem szervezeti átalakításáról
- 95/1990. (XI. 27.) Korm. rendelet 	 a rendszeres szociális segélyben részesülők ellátásának 1990. évi egyszeri kiegészítéséről
- 96/1990. (XI. 27.) Korm. rendelet 	 a postai hírlapterjesztésről és a vezeték nélküli távközlési szolgáltatás engedélyezéséről
- 97/1990. (XI. 27.) Korm. rendelet 	 az Egzisztencia Alapról
- 98/1990. (XI. 28.) Korm. rendelet 	 az Országos Munkavédelmi és Munkaügyi Főfelügyelőségről

#### December
- 99/1990. (XII. 3.) Korm. rendelet 	 az Országos Tudományos Kutatási Alapról
- 100/1990. (XII. 3.) Korm. rendelet 	 a jegyzők alkalmazásával összefüggő átmeneti szabályokról szóló 66/1990. (X. 9.) Korm. rendelet módosításáról
- 101/1990. (XII. 6.) Korm. rendelet 	 a személyi igazolványokról szóló 38/1969. (XI. 17.) Korm. rendelet módosításáról
- 102/1990. (XII. 7.) Korm. rendelet 	 a Magyar Köztársaság Kormánya és a Nagy-Britannia és Észak-Írország Egyesült Királyság Kormánya között a vízumkényszer megszüntetésére vonatkozó megállapodás kihirdetéséről
- 103/1990. (XII. 7.) Korm. rendelet 	 a bíróság által felülvizsgálható államigazgatási határozatokról szóló 63/1981. (XII. 5.) MT rendelet módosításáról
- 104/1990. (XII. 15.) Korm. rendelet 	 az Országos Atomenergia Bizottság, valamint az Országos Atomenergia Hivatal feladatáról és hatásköréről [9]
- 105/1990. (XII. 15.) Korm. rendelet 	 az üzemanyag és energia áremelés 1990. évi ellentételezéséről szóló 89/1990. (XI. 14.) Korm. rendelet módosításáról és kiegészítéséről
- 106/1990. (XII. 18.) Korm. rendelet 	 a tervezett áremelés előzetes bejelentési kötelezettsége alá tartozó termékekről
- 107/1990. (XII. 20.) Korm. rendelet 	 az állami alapjuttatásról szóló 42/1985. (X. 8.) MT rendelet hatályon kívül helyezéséről
- 108/1990. (XII. 20.) Korm. rendelet 	 az energiagazdálkodással összefüggő egyes kormányrendeletek és kormányhatározatok hatályon kívül helyezéséről
- 109/1990. (XII. 20.) Korm. rendelet 	 a lakáscélú támogatásokról szóló 106/1988. (XII. 26.) MT rendelet módosításáról
- 110/1990. (XII. 22.) Korm. rendelet 	 az importált kőolaj és üzemanyag biztonsági tartalékáról
- 111/1990. (XII. 23.) Korm. rendelet dömpingellenes eljárásról
- 112/1990. (XII. 23.) Korm. rendelet 	 az áruk, szolgáltatások és anyagi értéket képviselő jogok kiviteléről, illetőleg behozataláról
- 113/1990. (XII. 23.) Korm. rendelet 	 az áruk, szolgáltatások és anyagi értéket képviselő jogok behozatalánál alkalmazható piacvédelmi intézkedésről
- 114/1990. (XII. 25.) Korm. rendelet 	 a személyügyi (munkaügyi) szakképzésről
- 115/1990. (XII. 25.) Korm. rendelet 	 a mezőgazdasági tevékenység egyes adózási és támogatási kérdéseiről szóló 39/1987. (X. 12.) MT rendelet módosításáról
- 116/1990. (XII. 25.) Korm. rendelet 	 az erdőkről és a vadgazdálkodásról szóló 1961. évi VII. törvény végrehajtására kiadott 73/1981. (XII. 29.) MT rendelet módosításáról
- 117/1990. (XII. 27.) Korm. rendelet 	 a belföldiek devizaszámlájáról szóló 99/1989. (IX. 18.) MT rendelet módosításáról
- 118/1990. (XII. 27.) Korm. rendelet 	 az egyéni és szervezett turizmus céljára szolgáló külföldi fizetőeszköz és menetjegy megvásárlásának szabályairól
- 119/1990. (XII. 27.) Korm. rendelet 	 a tartósan külföldön foglalkoztatott dolgozók egyes járandóságairól szóló 157/1989. (XII. 30.) MT rendelet módosításáról
- 120/1990. (XII. 29.) Korm. rendelet 	 az Adó- és Pénzügyi Ellenőrzési Hivatalról szóló 14/1987. (V. 13.) MT rendelet módosításáról
- 121/1990. (XII. 29.) Korm. rendelet 	 a banktevékenység folytatásának bankfelügyeleti feltételeiről és az Állami Bankfelügyeletről szóló 106/1989. (X. 29.) MT rendelet módosításáról
- 122/1990. (XII. 29.) Korm. rendelet 	 az egyes jogszabályok módosításáról és hatályon kívül helyezéséről szóló 88/1990. (IV. 30.) MT rendelet módosításáról
- 123/1990. (XII. 30.) Korm. rendelet 	 a KGST-tagországok szervezetei közötti áruszállítások 1968/1988. évi általános feltételeinek alkalmazásáról [22]
- 124/1990. (XII. 30.) Korm. rendelet 	 a munkaügyi ellenőrzésről
- 125/1990. (XII. 30.) Korm. rendelet 	 a Foglalkoztatási Alapról, a munkaerőpiaci szervezetről, valamint egyes foglalkoztatási jogszabályok módosításáról és hatályon kívül helyezéséről
- 126/1990. (XII. 30.) Korm. rendelet 	 az egyes szabálysértésekről szóló 17/1968. (IV. 14.) Korm. rendelet módosításáról
- 127/1990. (XII. 31.) Korm. rendelet 	 a személygépkocsik megrendeléses vásárlásáról szóló rendelet hatályon kívül helyezéséről [6]
- 128/1990. (XII. 31.) Korm. rendelet 	 az 1992. évi Sevillai Világkiállítás magyar kormánybiztosának feladat- és hatásköréről, valamint a Sevillai Világkiállítási Alapról
- 129/1990. (XII. 31.) Korm. rendelet 	 a társadalombiztosításról szóló 1975. évi II. törvény végrehajtása tárgyában kiadott 89/1990. (V. 1.) MT rendelet módosításáról [6]

### Országgyűlési határozatok
- 39/1990. (V. 10.) OGY határozat Az Országgyűlés tisztségviselőinek megválasztásáról [23]
- 63/1990. (VIII. 8.) OGY határozat a népszavazás eredményéről

### Miniszteri rendeletek

#### Január
- 1/1990. (I. 4.) PM rendelet A kötelező gépjármű-felelősségbiztosítási díjfedezet befizetésének rendjéről [10]
- 2/1990. (I. 31.) PM rendelet egyes pénzügyminiszteri rendeletek hatályon kívül helyezéséről és ezzel összefüggő átmeneti rendelkezésekről

#### Február
- 3/1990. (II. 25.) MÉM rendelet az egyes állategészségügyi és élelmiszerellenőrzési szolgáltatások díjáról
- 4/1990. (II. 28.) MÉM rendelet az ipari takarmányok előállításáról és forgalomba hozataláról szóló 9/1974. (III. 21.) MT rendelet végrehajtásáról

#### Március
- 6/1990. (III. 23.) PM rendelet egyes pénzügyminiszteri utasításol hatályon kívül helyezéséről, jogi iránymutatások visszavonásáról
- 6/1990. (III. 31.) MÉM rendelet a vetőmagvakról és egyéb szaporítóanyagokról

#### Április
- 5/1990. (IV. 12.) KöHÉM rendelet a közúti járművek műszaki megvizsgálásáról
- 6/1990. (IV. 12.) KöHÉM rendelet a közúti járművek forgalomba helyezésének és forgalomban tartásának műszaki feltételeiről
- 7/1990. (IV. 23.) KVM rendelet az egyes természeti területek védetté, valamint helyi jelentőségű természetvédelmi területek országos jelentőségűvé nyilvánításáról, továbbá természetvédelmi területek határának módosításáról
- 9/1990. (IV. 30.) MÉM rendelet egyes miniszteri rendeletek módosításáról

#### Május
- 9/1990. (V. 1.) PM rendelet az állami személyzeti munkáról szóló 1001/1987. (I. 15.) MT határozat végrehajtására kiadott 31/1987. (VI. 30.) PM rendelet módosításáról [11]
- 10/1990. (V. 1.) PM—KeM együttes rendelet A külkereskedelmi tevékenység devizában felmerülő árumellékköltségeivel kapcsolatos gazdálkodás rendjéről
- 16/1990. (V. 2.) SZEM—PM együttes rendelet A megváltozott munkaképességű dolgozók foglalkoztatásáról és szociális ellátásáról szóló 8/1983. (VI. 29.) EüM—PM.együttes rendelet módosításáról [12]
- 17/1990. (V. 8.) SZEM rendelet  A magasabb összegű családi pótlékra jogosító betegségekről és fogyatékosságokról. valamint az orvosi igazolások kiadásának eljárási szabályairól
- 11/1990. (V. 10.) PM rendelet Az 1990. évi egyszeri évközi adatszolgáltatásról és az adóigazgatási eljárásról szóló 129/1989. (XII. 20.) MT rendelet végrehajtásáról rendelkező 44/1989. (XII. 20.) PM rendelet módosításáról  [23]
- 18/1990. (V. 10.) SZEM rendelet A vér és vérkészítmény térítési rendjéről
- 15/1990. (V. 14.) BM rendelet A rendezvények rendjének biztosításával kapcsolatos rendőri feladatokról [24]
- 5/1990. (V. 14.) HM—BM—IM együttes rendelet A katonák szabadságvesztésének, előzetes letartóztatásának és pártfogó felügyeletének egyes kérdéseiről, valamint az ezekkel kapcsolatos parancsnoki feladatokról szóló 1/1980. (HK. 4.) HM—BM—IM—MOP együttes utasítás módosításáról
- 6/1990. (V. 14.) HM—IM rendelet A katonák szabadságvesztésének, előzetes letartóztatásának és pártfogó felügyeletének végrehajtásáról szóló 1/1979. (VIII. 25.) HM—IM együttes rendelet módosításáról
- 9/1990. (V. 14.) IM rendelet Egyes miniszteri utasítások módosításáról
- 16/1990. (V. 14.) KöHKM rendelet  Az építéstervezési jogosultság részletes feltételeiről szóló 3/1986. (III. 20.) KVM rendelet módosításáról
- 17/1990. (V. 14.) KöHKM rendelet A közúti járművek költségtérítéses rendszerű üzemeltetéséről szóló 16/1987. (XII. 27.) KM rendelet mellékletének módosításáról
- 19/1990. (V. 14.) rendelet A gyámhatóságokról, egyes gyámhatósági feladatokról és a gyámhatósági eljárásról szóló 12/1987. (VI. 29.) MM rendelet módosításáról
- 12/1990. (V. 22.) PM-HM együttes rendelet a fegyveres erők és testületek gazdálkodási rendjéről

#### Június
- 13/1990. (VI. 19.) IM rendelet a közkegyelem gyakorlásáról szóló 1990. évi XXXIX. törvény végrehajtásáról [25]
- 13/1990. (VI. 19.) PM rendelet Az értékpapír felügyeleti szolgáltatások díjáról
- 1/1990. (VI. 26.)  FM rendelet A földhivatalokról [26]
- 14/1990. (VI. 26.) IM rendelet Az igazságügyi dolgozók számítástechnikai bázisú személyzeti nyilvántartásáról szóló 3/1989. (V. 16.) IM rendelet módosításáról
- 17/1990. (VI. 28.) BM rendelet A megyei (fővárosi) vagy önellenőrző bizottságokról [27]
- 7/1990. (VI. 28.) HM rendelet A Magyar Köztársaság fegyveres erői szolgálati szabályzatának módosításáról

#### Július
- 1/1990. (IX. 29.) KHVM rendelet a gépjárműfenntartó-tevékenység személyi és dologi feltételeiről

#### Augusztus
- 3/1990. (VIII. 1.) MKM rendelet az alap- és középfokú nevelési-oktatási intézményekben, valamint a zeneiskolákban a tanulók által fizetendő díjakról és költségtérítésekről, továbbá a középfokú iskolákban a vizsgáztatással összefüggő díjazásokról szóló 10/1988. (V. 6.) MM rendelet módosításáról
- 2/1990. (VIII. 6.) FM rendelet a vetőmag- és szaporítóanyag-előállítás ellenőrzéséért, minősítéséért és vizsgálatáért fizetendő díjakról
- 21/1990. (VIII. 9.) BM rendelet Az 1990. szeptember 30-ára kitűzött választás eljárási határidőinek, határnapjain k naptár szerinti megállapításáról [3]
- 15/1990. (VIII. 9.) PM rendelet Az adóigazgatási eljárásról szóló 129A989. (XII. 20.) MT rendelet végrehajtásáról rendelkező 44/1989. (XII. 20.) PM rendelet módosításáról
- 5/1990. (VIII. 13.) MKM rendelet az óvodavezetők, egyes nevelési-oktatási intézmények, valamint a nevelőotthonok igazgatóinak megbízása és az állás betöltésével kapcsolatos pályázati eljárás szabályairól szóló 27/1986. (VIII. 31.) MM rendelet módosításáról [15]
- 2/1990. (VIII. 17.) KHM rendelet a helyközi (távolsági) menetrendszerinti autóbuszközlekedés támogatásáról

#### Október
- 1/1990. (X. 4.) MKM rendelet Az idegennyelv-tudás igazolsára rendszeresített állami...nyelvvizsgáról szóló 3/1980. (X. 25.) MM rendelet módosításáról [19]
- 26/1990. (X. 5.) BM rendelet Az illetmény-megállapítás és -folyósítás szabályairól szóló 19/1987. BM utasítás  módosításáról [28]
- 20/1990. (X. 5.) PM rendelet A tervszerű devizagazdálkodásról szóló 1974. évi 1. törvényerejű rendelet végrehajtásáról rendelkező 1/1974.(I. 17.) PM rendelet módosításáról
- '2/1990. (X. 12.) NM rendelet A szerzett immunhiányos tünetcsoport terjedésének meggátlása érdekében szükséges intézkedésekről és a szűrővizsgálat elrendeléséről szóló 5/1988. (V. 31.) SZEM rendelet módosításáról [21]

#### November
- 3/1990. (XI. 27.) KTM rendelet a nemzeti park igazgatóságokról és a természetvédelmi igazgatóságokról
- 22/1990. (XI. 28.) PM rendelet a magánszemélyek földadójának mérsékléséről

#### December
- 23/1990. (XII. 3.) PM rendelet a Vámtarifa Magyarázatról
- 33/1990. (XII. 28.) PM rendelet a beruházások rendjéről szóló 46/1984. (XI. 6.) MT rendelet végrehajtásáról szóló 3/1984. (XI. 6.) OT—PM együttes rendelet egyes rendelkezéseinek hatályon kívül helyezéséről
- 37/1990. (XII. 29.) PM rendelet a kamatmentes, illetőleg a kedvezményes kamatozású kölcsönök határidő előtti visszafizetésének engedményéről szóló 45/1989. (XII. 23.) PM rendelet hatályon kívül helyezéséről
- 7/1990. (XII. 30.) NGKM-PM együttes rendelet a Kereskedelmi Vámtarifa 1991. évi alkalmazásáról
- 40/1990. (XII. 30.) PM rendelet egyes pénzügyi jogszabályok módosításáról, illetőleg hatályon kívül helyezéséről [22]

### Minisztertanácsi határozatok

#### Január
- 1001/1990. (I. 4.) MT határozat A Magyar Televízió elnökségének kinevezéséről [10]
- 1002/1990. (I. 4.) MT határozat A Magyar Televízió egyes vezetőinek felmentéséről [10]

#### Március
- 1046/1990. (III. 21.) MT határozat az Országos Bányaműszaki Főfelügyelőség elnöke által kiadott utasítások, szabályzatok hatályban maradásáról

#### Május
- 1076/1990. (V. 1.) MT határozat A volt MSZMP vagyonával kapcsolatos állami feladatok további ’ intézéséről, valamint egyes ingatlanok hasznosításáról [11]
- 1077/1990. (V. 10.) MT h. Az 1990. évi vállalati egyedi támogatásokról szóló 1019/1990. (II. 7.) MT határozat módosításáról [23]
- 1078/1990. (V. 10.) MT h. A külföldi részvétellel működő Első Amerikai—Magyar Biztosító Rt. alapításának jóváhagyásáról
- 1079/1990. (V. 10.) MT h. A tanácsi választott tisztségviselők munkajogi helyzetének rendezésével összefüggő egyes kérdésekről

#### Június
- 1114/1990. (VI. 19.) MT határozat A tanácsi választott tisztségviselők munkajogi helyzetének rendezésével összefüggő egyes kérdésekről szóló 1079/1990. (V. 10.) MT h. módosításáról [29]
- 1115/1990. (VI. 26.) MT határozat A Központi Statisztikai Hivatal elnökének felmentéséről [7]
- 1116/1990. (VI. 26.) MT határozat Az  Országos Műszaki Fejlesztési Bizottság elnökhelyettesének felmentéséről
- 1117/1990. (VI. 26.) MT határozat Az Országos Társadalombiztosítási Főigazgatóság vezetőjének felmentéséről
- 1118/1990. (VI. 26.) MT határozat A Magyar Távirati Iroda vezérigazgató-helyettesének felmentéséről
- 1119/1990. (VI. 26.) MT határozat A Központi Statisztikai Hivatal elnökének kinevezéséről
- 1120/1990. (VI. 26.) MT határozat Egyes minisztertanácsi határozatok hatályon kívül helyezéséről
- 1121/1990. (VI. 27.) MT határozat A budapesti irodahelyiségekkel való gazdálkodás egyes kérdéseiről szóló 1039/1980. (IX. 23.) MT határozat módosításáról [8]
- 1122/1990. (VI. 28.) MT határozat  Művelődési miniszterhelyettes felmentéséről  [30]
- 1123/1990. (VI. 28.) MT határozat . Dr. Verebélyi Imre közigazgatási deregulációs kormánybiztos felmentéséről
- 1124/1990. (VI. 28.) MT határozat A volt munkásőrség ingatlanainak hasznosításáról szóló 1067/1990. (IV. 9.) MT határozat módosításáról

#### Július
- 1125/1990. (VII. 3.) MT határozat A Magyar Távirati Iroda vezérigazgató-helyettesének felmentéséről [2]
- 1126/1990. (VII. 3.) MT rendelet Az Országos Társadalombiztosítási Főigazgatóság vezetőjének kinevezéséről
- 1127/1990. (VII. 5.) MT határozat a Magyar Szocialista Párt volt központi székházának hasznosításáról
- 1128/1990. (VII. 17.) MT határozat belügyminiszter-helyettes felmentéséről [31]

### Kormányhatározatok

#### Július
- 1012/1990. (VII. 27.) Korm. határozat a volt MSZMP vagyonának hasznosításáról szóló 1047/1990. (III. 21.) MT határozat kiegészítéséről

#### Augusztus
- 1018/1990. (VIII. 13.) Korm. határozat a környezetvédelmi és vízügyi igazgatóságok átszervezésével kapcsolatos tennivalókról  [15]
- 1019/1990. (VIII. 13.) Korm. határozat a külföldi részvétellel működő „Leumi Hitel Bank Rt. Budapest” alapításának jóváhagyásáról
- 1025/1990. (VIII. 30.) Korm. határozat A Jogtalan Előnyöket Vizsgáló Bizottságról [16]
- 1026/1990. (VIII. 30.) Korm. határozat A volt MSZMP vagyonának hasznosításáról szóló 1047/1990. (III. 21.) MT határozat módosításáról

#### Október
- 1036/1990. (X. 9.) Korm. határozat  A Magyar Honvédség Vezérkara Katonai Felderítő Hivatal vezetőjének kinevezéséről [20]

#### December
- 1058/1990. (XII. 15.) Korm. határozat  A volt MSZMP vagyonának hasznosításáról szóló 1047/1990.(III. 21.) MT határozat módosításáról [9]
- 1059/1990. (XII. 15.) Korm. határozat Az állami tejipar szervezeti korszerűsítéséről
- 1068/1990. (XII. 31.) Korm. határozat  Az 1992. évi Sevillai Világkiállítás magyar kormánybiztosának kinevezéséről [6]
- 1069/1990. (XII. 31.) Korm. határozat  A pártok helyiséghasználatának meghosszabbításáról

### A köztársasági elnök határozatai
- 59/1990. (V. 8.) KE h. Dr. Antall József kormányalakítási megbízásáról

### A Fővárosi Tanács rendeletei
- 5/1990. (IX. 30.) Főv. Tan. rendelet a fővárosi címerről és zászlóról